# Liberi
Liberi är en ort och kommun i provinsen Caserta i regionen Kampanien i Italien. Kommunen hade 1 135 invånare (2017).